# Tony Parks
Tony Parks, all'anagrafe Anthony Parks (Hackney, 28 gennaio 1963) è un allenatore di calcio ed ex calciatore inglese, di ruolo portiere.

## Carriera
Dopo aver giocato nelle giovanili del Tottenham, nel 1980, all'età di 17 anni, viene aggregato alla prima squadra degli Spurs, con cui esordisce tra i professionisti nella stagione 1981-1982 giocando 2 partite nella prima divisione inglese e vince una FA Cup; nella stagione 1982-1983 gioca poi inoltre anche una partita in Coppa delle Coppe, oltre ad un'ulteriore partita in campionato. La sua stagione migliore nel club londinese è tuttavia la 1983-1984: oltre a giocare 16 partite in campionato, infatti, scende in campo per 5 volte in Coppa UEFA, una delle quali nella finale del torneo, vinta dal suo club ai danni dei belgi dell'Anderlecht ai calci di rigore anche grazie al rigore parato da Parks stesso ad Arnór Guðjohnsen. Nelle due stagioni seguenti Parks non scende tuttavia mai in campo, ed all'inizio della stagione 1986-1987 trascorre anche un breve periodo in prestito all'Oxford Utd, con cui gioca 5 partite in prima divisione, salvo poi concludere la stagione nuovamente al Tottenham, con cui gioca ulteriori 2 partite. Va a giocare in prestito anche nei primi mesi della stagione 1987-1988, nei quali colleziona 2 presenze in terza divisione con il Gillingham, per poi concludere la stagione in questione ancora al Tottenham, con cui disputa ulteriori 16 incontri, per un totale di 37 partite di campionato in carriera con la maglia del club londinese, che nel 1988 lo svincola.
Da svincolato si accasa ad un altro club londinese, il Brentford, di cui è per due stagioni consecutive il portiere titolare in terza divisione, giocando in totale 71 partite, una delle quali all'inizio della stagione 1990-1991 nella quale, dopo un fugace prestito al QPR in prima divisione (senza però nessuna partita ufficiale giocata nel club), si trasferisce al Fulham, altro club londinese di terza divisione, con il quale gioca 2 partite di campionato. Nella stagione 1991-1992 torna a giocare in prima divisione con i londinesi del West Ham Utd, con i quali gioca 6 partite, salvo poi trascorrere gli ultimi mesi della stagione in prestito in terza divisione allo Stoke City, con cui colleziona invece 2 presenze. Nell'estate del 1992, rimasto nuovamente senza squadra, va a giocare nella prima divisione scozzese al Falkirk: dopo vari anni con continui cambi di maglia (sei diversi club in quattro stagioni), Parks con gli scozzesi trova stabilità, restando in squadra per quattro campionati consecutivi, per un totale di 112 presenze: in particolare, gioca per tre stagioni in prima divisione e per una stagione (la 1993-1994) in seconda divisione, categoria in cui vince il campionato (conquistando tra l'altro anche una Scottish Challenge Cup nella medesima annata).
Nell'estate del 1996 il portiere torna in Inghilterra, accasandosi in terza divisione al Blackpool, dove rimane per un'intera stagione senza mai scendere in campo in incontri ufficiali; nelle stagioni 1997-1998 e 1998-1999 subisce un destino analogo al Burnley, sempre in terza divisione, trascorrendo anche un periodo in prestito al Doncaster, con cui invece nella parte finale della stagione 1997-1998 gioca 6 partite in terza divisione; nella stagione 1998-1999 veste anche le maglie del Barrow (in quinta divisione) e dello Scarborough (15 presenze in quarta divisione). Infine dal 1999 al 2002 è in quarta divisione all'Halifax Town, con cui gioca 6 partite totali nell'arco di un triennio per poi ritirarsi; agli Shaymen nel 2000 e nel 2001 è anche per due brevi periodi allenatore ad interim del club.

## Palmarès

### Giocatore

#### Competizioni nazionali
- Coppa d'Inghilterra: 1

Tottenham: 1981-1982
- FA Charity Shield: 1

Tottenham: 1981
- Scottish First Division: 1

Falkirk: 1993-1994
- Scottish Challenge Cup: 1

Falkirk: 1993-1994

#### Competizioni internazionali
- Coppa UEFA: 1

Tottenham: 1983-1984